# 蜜蜂の休暇
蜜蜂の休暇（みつばちのきゅうか）はNHKで2001年6月11日～7月9日に放送されたテレビドラマ。

## キャスト
鳴海杉彦
演 - 鹿賀丈史、崎本大海（少年時代）
鳴海繁人
演 - 浅利陽介
鳴海万里子
演 - かたせ梨乃
桜木はる子
演 - 樋口可南子
桜木光
演 - 内田朝陽
小寺初美
演 - 浅井江理名
河島五郎
演 - 平野忠彦
千代
演 - 岸田今日子
小笠原隆三
演 - 津嘉山正種
立川岩太
演 - 岩田丸
八頭鎮雄
演 - 中原丈雄
三津田竜平
演 - 寺田農
嶋崎
演 - 中野誠也
根本
演 - 片岡弘毅
戸部
演 - 坂本朗
足立
演 - 戸沢佑介
管理人の妻
演 - あき竹城
医者
演 - 草薙幸二郎
白衣の女
演 - 阿知波悟美
プロデューサー
演 - 四方堂亘
商工ローンの男
演 - 不破万作

## サブタイトル
1. 私は誰
2. 28年ぶりのあなた
3. 大きな夢の木
4. 父と子母と子
5. 戻ってきた蜜蜂

## スタッフ
- 作 - 池端俊策
- 演出 - 門脇正美(第1回・第2回・第3回)、西谷真一(第4回・最終回)
- 音楽 - 菅野由弘